# Majid Kavousifar
Majid Kavousifar (persan : مجید کاووسی‌فر) était un civil iranien qui assassina avec l'aide de son neveu Hossein Kavousifar, le juge Hassan Moghaddas (en) en août 2005. Hassan Moghaddas était impliqué dans la répression des opposants au régime et avait condamné de nombreux militants luttant pour les droits humains et la liberté d'expression en Iran.
Majid Kavousifar et son neveu Hossein sont condamnés à mort et exécutés en août 2007.

## Assassinat d'Hassan Moghaddas
Hassan Moghaddas était un juge important du système judiciaire islamique iranien et était impliqué dans la répression de plusieurs opposants politiques ou défenseur des droits humains tels que Akbar Gandji qu'il condamna à 5 ans de prison pour avoir dénoncé le meurtre d'intellectuels iraniens par des hauts fonctionnaires du régime.  
Alors qu'il sortait de son lieu de travail, Moghaddas est abattu par Majid et Hossein Kavousifar qui passent à sa hauteur à moto et lui tirent dessus.

## Cavale
Après l'assassinat, Majid Kavousifar s'échappe d'Iran vers les Émirats arabes unis où il se réfugie à l'ambassade des États-Unis d'Abou Dabi pour demander le statut de réfugié. L'ambassade américaine choisit de le remettre entre les mains de la police des Émirats qui à son tour le remet aux autorités iraniennes.

## Exécution
Majid Kavousifar et son neveu, Hossein Kavousifar sont incarcérés dans la section 209 de la Prison d'Evin, section réservée au prisonniers politiques ou les conditions sont particulièrement difficiles (isolement, lumière allumée en permanence). Ils sont condamnés à mort et pendus en public en août 2007 sur une place de Téhéran, deux ans exactement après l'assassinat du juge Moghaddas. Contrairement à son neveu, Majid ne semble montrer aucun remords le jour de son exécution. Il « souriait en disant au revoir de la main à ses amis » et aurait déclaré : « J'ai atteint le point où j'ai décidé d'éradiquer toute injustice ». Selon le procureur de Téhéran, les deux hommes ont également été reconnus coupables de vol à main armée et d'autres meurtres,.
Il est enterré au cimetière de Behesht Zahra à Téhéran.